# Schoutenia kunstleri
Schoutenia kunstleri är en malvaväxtart som beskrevs av George King. Schoutenia kunstleri ingår i släktet Schoutenia och familjen malvaväxter. Inga underarter finns listade i Catalogue of Life.